# Веремчук Микола Анатолійович
Мико́ла Анато́лійович Веремчук (31 липня 1967 — †24 жовтня 1987) — радянський військовик, учасник афганської війни.

## Життєпис
Народився 31 липня 1967 році в м. Комунарськ Луганської області. Закінчив Рівненську загальноосвітню школу № 23. Після закінчення школи вступив до СПТУ № 38 м. Рівне (Технічний коледж НУВГП), де здобув професію вентиляційника, і був направлений на роботу в ПМК «Промбуд» м. Рівне.
Призваний до лав Збройних сил СРСР 11 листопада 1985 року. До Афганістану потрапив у квітні 1986, служив механіком-радіотелеграфістом окремого загону спецпризначення. Неодноразово брав участь у бойових операціях.
Загинув 24 жовтня 1987 року.

## Нагороди
- орден Леніна (посмертно)